# Cheap Thrills (canção)
"Cheap Thrills" é uma canção da cantora australiana Sia, gravada para o seu sétimo álbum de estúdio, This Is Acting, e lançada a 17 de dezembro de 2015. Foi composta pela própria intérprete com Greg Kurstin, sendo que o último também esteve a cargo da produção. Originalmente, a canção foi composta para a cantora barbadense Rihanna, que acabou por rejeitar gravá-la. Desse modo, Sia decidiu colocar a música no alinhamento do seu disco. A 11 de fevereiro de 2016, foi lançada uma remistura com a participação do artista jamaicano Sean Paul, através das editoras Monkey Puzzle e RCA Records.

## Faixas e formatos
| Descarga digital (remistura com Sean Paul) |                                                   |         |  |
| N.º                                        | Título                                            | Duração |  |
| 1.                                         | "Cheap Thrills" (com a participação de Sean Paul) | 3:44    |  |

| Descarga digital (remistura com Nicky Jam) |                                                   |         |  |
| N.º                                        | Título                                            | Duração |  |
| 1.                                         | "Cheap Thrills" (com a participação de Nicky Jam) | 3:32    |  |

| Pacote de remisturas |                                                                    |         |  |
| N.º                  | Título                                                             | Duração |  |
| 1.                   | "Cheap Thrills" (Hex Cougar Remix)                                 | 3:49    |  |
| 2.                   | "Cheap Thrills" (com a participação de Sean Paul) (Le Youth Remix) |         |  |
| 3.                   | "Cheap Thrills" (RAC Remix)                                        | 4:09    |  |
| 4.                   | "Cheap Thrills" (Nomero Remix)                                     | 4:11    |  |
| 5.                   | "Cheap Thrills" (Sted-E & Hybrid Heights Remix)                    | 5:35    |  |
| 6.                   | "Cheap Thrills" (Cyril Hahn Remix)                                 | 4:45    |  |
| 7.                   | "Cheap Thrills" (John J-C Carr Remix)                              | 5:16    |  |

## Desempenho nas tabelas musicais
| Tabela musical (2016)                            | Melhor posição |
| ------------------------------------------------ | -------------- |
| Alemanha - Single-Charts                         | 1              |
| Austrália - ARIA Singles Chart                   | 6              |
| Austrália - ARIA Dance Singles Chart             | 1              |
| Áustria - Ö3 Austria Top 40                      | 1              |
| Bélgica - Ultratop 50 (Flandres)                 | 3              |
| Bélgica - Ultratop 50 (Valónia)                  | 1              |
| Canadá - Canadian Hot 100                        | 1              |
| Croácia - Croatian Airplay Radio Chart           | 1              |
| Dinamarca - Tracklisten                          | 2              |
| Escócia - Scottish Singles Chart                 | 1              |
| Eslováquia - Rádio Top 100                       | 1              |
| Espanha - Productores de Música de España        | 1              |
| Estados Unidos - Billboard Hot 100               | 1              |
| Estados Unidos - Billboard Pop Songs             | 1              |
| Estados Unidos - Billboard Adult Pop Songs       | 1              |
| Estados Unidos - Billboard Dance/Club Play Songs | 1              |
| Estados Unidos - Hot Adult Contemporary Tracks   | 11             |
| Estados Unidos - Latin Airplay                   | 49             |
| Finlândia - Suomen virallinen lista              | 4              |
| França - SNEP                                    | 1              |
| Grécia - Greece Digital Songs                    | 1              |
| Hungria - Radiós Top 40                          | 1              |
| Hungria - Single Top 40                          | 2              |
| Irlanda - Top 100 Singles                        | 1              |
| Israel - Media Forest                            | 1              |
| Itália - FIMI                                    | 1              |
| Líbano - The Official Lebanese Top 20            | 2              |
| Luxemburgo - Luxembourg Digital Songs            | 1              |
| México - Mexico Inglés Airplay                   | 1              |
| Noruega - VG-lista                               | 3              |
| Nova Zelândia - NZ Top 40 Singles                | 3              |
| Países Baixos - Mega Single Top 100              | 3              |
| Polónia - Polish Airplay Top 20                  | 2              |
| Portugal - Portugal Digital Songs                | 1              |
| Reino Unido - UK Singles Chart                   | 2              |
| Chéquia - Rádio Top 100                          | 1              |
| Roménia - Media Forest                           | 1              |
| Suécia - Sverigetopplistan                       | 1              |
| Suíça - Schweizer Hitparade                      | 2              |
| Suíça - Romandia                                 | 1              |
| União Europeia - Euro Digital Songs              | 1              |
| Venezuela - Record Report                        | 1              |

| País           | Provedor     | Certificação |
| -------------- | ------------ | ------------ |
| Alemanha       | BVMI         | 3× Ouro      |
| Austrália      | ARIA         | 4× Platina   |
| Áustria        | IFPI         | Platina      |
| Bélgica        | BEA          | 2× Platina   |
| Canadá         | Music Canada | 7× Platina   |
| Dinamarca      | IFPI         | Platina      |
| Espanha        | PROMUSICAE   | 5× Platina   |
| Estados Unidos | RIAA         | 2× Platina   |
| Itália         | FIMI         | 8× Platina   |
| Nova Zelândia  | RMNZ         | 2× Platina   |
| Polónia        | ZPAV         | 2× Diamante  |
| Reino Unido    | BPI          | 2× Platina   |
| Suécia         | GLF          | 4× Platina   |

## Histórico de lançamento
| País           | Data                    | Formato              | Gravadora(s)       | Edição(ões)             |
| -------------- | ----------------------- | -------------------- | ------------------ | ----------------------- |
| Estados Unidos | 11 de fevereiro de 2016 | Descarga digital     | Monkey Puzzle, RCA | Remistura com Sean Paul |
| Itália         | 19 de fevereiro de 2016 | Rádios mainstream    | Monkey Puzzle, RCA | Remistura com Sean Paul |
| Estados Unidos | 23 de fevereiro de 2016 | Rádios mainstream    | RCA                | Remistura com Sean Paul |
| Estados Unidos | 8 de abril de 2016      | Pacote de remisturas | Monkey Puzzle, RCA | Solo                    |
| Itália         | 26 de abril de 2016     | Rádios mainstream    | Monkey Puzzle, RCA | Solo                    |
| Estados Unidos | 11 de junho de 2016     | Descarga digital     | Monkey Puzzle, RCA | Remistura com Nicky Jam |